# Australidelphia
Siêu bộ thú có túi châu Úc (Danh pháp khoa học: Australidelphia) là một siêu bộ động vật có hàm chứa các bộ thú có túi, chứa gần ba phần tư của tất cả các loài thú có túi đang tồn tại hiện, bao gồm cả những bài có nguồn gốc từ Úc và một loài duy nhất từ Nam Mỹ (tất cả các loài thú có túi khác sống ở châu Mỹ là thành viên của siêu bộ thú có túi châu Mỹ-Ameridelphia). 

## Tổng quan
Siêu bộ thú có túi Úc-Australidiophia hình thành một lớp (clade), mà tên Euaustralidelphia ("Australidelphia thực sự") đã được đề xuất ra. Các nhóm thú có túi Nam Mỹ (Didelphimorphia và Paucituberculata, với sự hình thành có thể phân nhánh đầu tiên). Điều này cho thấy Siêu bộ thú có túi Úc-Ustralidelphia nảy sinh ở Nam Mỹ cùng với các nhóm quan trọng khác của thú có túi còn tồn tại, và có khả năng chúng di chuyển đến châu Úc qua Nam Cực trong một sự kiện phát tán khi địa chất tách ra. Phân tích các kiểu hiển thị gen trong DNA hạt nhân của một loạt các loài thú có túi đã cho thấy loài thú có túi ở Nam Mỹ có tên Monito del monte của dòng này là cơ sở MOST của siêu bộ này. 

## Phân loại
- Siêu Bộ Australidelphia
  - Bộ †Yalkaparidontia
  - Bộ Microbiotheria (1 loài)
    - Họ Microbiotheriidae: Monito del Monte

  - Bộ Dasyuromorphia (71 loài)
    - Họ †Thylacinidae: Thylacine
    - Họ Dasyuridae: Antechinus, Quoll, Dunnart, Quỷ Tasmania, và họ hàng liên quan
    - Họ Myrmecobiidae: Numbat

  - Bộ Peramelemorphia (24 loài)
    - Họ Thylacomyidae: Chuột đất (Bilby)
    - Họ †Chaeropodidae: Bandicoot chân lợn
    - Họ Peramelidae: Các loài Bandicoot và đồng minh

  - Bộ Notoryctemorphia (2 loài)
    - Họ Notoryctidae: Chuột chũi có túi

  - Bộ Diprotodontia (137 loài)
    - Họ Phascolarctidae: Koala (gấu túi)
    - Họ Vombatidae: các loài Wombat
    - Họ †Diprotodontidae: diprotodon
    - Họ Phalangeridae:
    - Họ Burramyidae: Possums lùn
    - Họ Tarsipedidae: Possum
    - Họ Petauridae: Possum sục, Sugar Glider….
    - Họ Pseudocheiridae: Possums đuôi vòng và đồng minh
    - Họ Potoridae: Các loài Potoroo, chuột kangaroo và Betong
    - Họ Acrobatidae:
    - Họ Hypsiprymnodontidae: Kangaroo Musky
    - Họ Macropodidae (chân to): gồm chuột túi (Kangaroo), chuột túi đất Wallabi và các loài liên quan
    - Họ †Thylacoleonidae: Sư tử có túi (đã tuyệt chủng)

  - Bộ †Sparassodonta